# Bradley Steven Perry
Bradley Steven Perry (New Jersey, 1998. november 23. –) amerikai színész.
Legismertebb szerepe Gabe Duncan a Disney Channel Sok sikert, Charlie! című családi sorozatában, továbbá  Roger Elliston a Sharpay csillogó kalandja című filmben.

## Élete
1998. november 23-án született, a szüleivel és három idősebb nővérével Dél-Kaliforniában él. Magántanuló, szabadidejében egy helyi baseball csapatban játszik. A New England Patriots nagy rajongója és The Patriots Kidként szerepelt egy NBC Sunday Night Football televíziós népszerűsítő műsorban.
Szabadidejét különféle jótékony céloknak szenteli, köztük a Mattel gyermekkórháznak, amely kezelést nyújt gyermekgyógyászati betegségektől szenvedő gyermekeknek. Támogatja a karácsony idején alultáplált gyermekeknek játékokat adományozó az Toys for Tots szervezetet, illetve a Make-A-Wish Alapítványt, mely életveszélyes orvosi kezelésre szoruló gyermekeknek kívánságait teljesíti.

## Pályafutása
2007-ben kezdte profi színészi karrierjét. Nyolcévesen először a Choose Connor és a Magnificent Max című filmekben kapott kis szerepeket. A következő évben a Nyomtalanul egy epizódjában vendégszereplőként tűnt fel. 2009 folyamán kisebb szerepeket kapott A verda horda – Adj el, vagy hullj el!, a Ha a gyerek az úr és a Vén csontok filmekben. 2010 hozta el számára a színészi áttörést jelentő főszerepet a Sok sikert, Charlie! című szituációs komédiában. A sorozatban az intelligens és cselszövő Gabe Duncant alakította, egészen 2014-ig, mellette Jason Dolley és Bridgit Mendler szerepelt. 2011-ben Perry az egyik főszereplő volt a Disney saját gyártású Sharpay csillogó kalandja sorozatában, Ashley Tisdale partnereként.
Főszereplőként játszott a Szuperdokik című sorozat epizódjaiban. 2014-ben a Sánta kutya című tévéfilmben szerepelt. 2016-ban feltűnt a Laborpatkányok: Az elit csapat című sorozatban, 2016–2017 között az Utódok: Komisz világ egyik szinkronszínésze volt.

## Filmográfia

### Film
| Év   | Magyar cím                             | Eredeti cím                     | Szerep                       |
| ---- | -------------------------------------- | ------------------------------- | ---------------------------- |
| 2007 |                                        | Choose Connor                   | iskolás fiú                  |
| 2007 |                                        | Magnificent Max (rövidfilm)     | Georgie Rosenthal            |
| 2009 | Vén csontok                            | Old Dogs                        | focizó fiú                   |
| 2009 |                                        | Who Shot Mamba?                 | David                        |
| 2009 | Ha a gyerek az úr                      | Opposite Day                    | biztonsági őr                |
| 2009 | A verda horda – Adj el, vagy hullj el! | The Goods: Live Hard, Sell Hard | fiatal Don Ready             |
| 2010 |                                        | Peacock                         | fiatal John Skillpa (hangja) |
| 2020 | Hubie, a halloween hőse                | Hubie Halloween                 | Cormac                       |

### Televízió
| Év        | Magyar cím                                  | Eredeti cím                        | Szerep            | Megjegyzések                               |
| --------- | ------------------------------------------- | ---------------------------------- | ----------------- | ------------------------------------------ |
| 2008      | Nyomtalanul                                 | Without a Trace                    | Charlie           | 1 epizód                                   |
| 2010–2014 | Sok sikert, Charlie!                        | Good Luck Charlie                  | Gabe Duncan       | főszereplő                                 |
| 2011      | Sok sikert, Charlie: A film – A nagy utazás | Good Luck Charlie, It's Christmas! | Gabe Duncan       | tévéfilm                                   |
| 2011      | Sharpay csillogó kalandja                   | Sharpay's Fabulous Adventure       | Roger Elliston    | - tévéfilm - magyar hangja: - Bogdán Gergő |
| 2013      | Jessie                                      | Jessie                             | Gabe Duncan       | 1 epizód                                   |
| 2013–2015 | Szuperdokik                                 | Mighty Med                         | Kaz               | főszereplő                                 |
| 2014      | Vigyázz, kész, rajz!                        | Win, Lose or Draw                  | önmaga            | 2 epizód                                   |
| 2014      | Sánta kutya                                 | Pants on Fire                      | Jack Parker       | - tévéfilm - magyar hangja: - Penke Bence  |
| 2015      | Nem én voltam!                              | I Didn't Do It                     | Dr. Scott Gabriel | 1 epizód                                   |
| 2016      | Laborpatkányok: Az elit csapat              | Lab Rats: Elite Force              | Kaz               | főszereplő                                 |
| 2016–2017 | Utódok: Komisz világ                        | Descendants: Wicked World          | Zevon (hangja)    | visszatérő szereplő (2. évad)              |
| 2017      |                                             | Speechless                         | Donald            | 1 epizód                                   |
| 2019–2020 |                                             | Schooled                           | Alec Raday        | 5 epizód                                   |
| 2020      | S.W.A.T. – Különleges egység                | S.W.A.T.                           | Harry Coogan      | 1 epizód                                   |

## Díjak
| Év   | Díj                | Kategória                                                            | Jelölt mű            | Eredmény |
| ---- | ------------------ | -------------------------------------------------------------------- | -------------------- | -------- |
| 2011 | Young Artist Award | Legjobb alakítás televíziós sorozatban (fiatal férfi mellékszereplő) | Sok sikert, Charlie! | Jelölve  |
| 2012 | Young Artist Award | Legjobb alakítás televíziós sorozatban (fiatal férfi mellékszereplő) | Sok sikert, Charlie! | Jelölve  |

## Fordítás
- Ez a szócikk részben vagy egészben  a   Bradley Steven Perry című angol Wikipédia-szócikk fordításán alapul.  Az eredeti cikk szerkesztőit annak laptörténete sorolja fel. Ez a jelzés csupán a megfogalmazás eredetét és a szerzői jogokat jelzi, nem szolgál a cikkben szereplő információk forrásmegjelöléseként.